# Gran Premi d'Espanya del 1951
Resultats del Gran Premi d'Espanya de la temporada 1951 disputat al circuit de Pedralbes el 28 d'octubre del 1951.

## Classificació
| Pos | No | Pilot                 | Equip                | Voltes | Temps/ Retirada      | Pos. de sortida | Punts |
| --- | -- | --------------------- | -------------------- | ------ | -------------------- | --------------- | ----- |
| 1   | 22 | Juan Manuel Fangio    | Alfa Romeo           | 70     | 2h 46' 54. 10        | 2               | 9     |
| 2   | 6  | José Froilán González | Ferrari              | 70     | + 54.28 s            | 3               | 6     |
| 3   | 20 | Nino Farina           | Alfa Romeo           | 70     | + 1' 65.54 min.      | 4               | 4     |
| 4   | 2  | Alberto Ascari        | Ferrari              | 68     | + 2 Voltes           | 1               | 3     |
| 5   | 24 | Felice Bonetto        | Alfa Romeo           | 68     | + 2 Voltes           | 8               | 2     |
| 6   | 26 | Toulo de Graffenried  | Alfa Romeo           | 66     | + 4 Voltes           | 6               |       |
| 7   | 28 | Louis Rosier          | Talbot-Lago - Talbot | 64     | + 6 Voltes           | 20              |       |
| 8   | 34 | Philippe Etancelin    | Talbot-Lago - Talbot | 63     | + 7 Voltes           | 13              |       |
| 9   | 14 | Robert Manzon         | Simca - Gordini      | 63     | + 7 Voltes           | 9               |       |
| 10  | 44 | Paco Godia            | Maserati             | 60     | + 10 Voltes          | 17              |       |
| Ret | 4  | Luigi Villoresi       | Ferrari              | 48     | Encesa               | 5               |       |
| Ret | 16 | Andre Simon           | Simca - Gordini      | 48     | Motor                | 10              |       |
| Ret | 36 | Johnny Claes          | Talbot-Lago - Talbot | 37     | Accident             | 15              |       |
| Ret | 8  | Piero Taruffi         | Ferrari              | 30     | Rodes                | 7               |       |
| Ret | 12 | Maurice Trintignant   | Simca - Gordini      | 25     | Motor                | 11              |       |
| Ret | 38 | Georges Grignard      | Talbot-Lago - Talbot | 23     | Motor                | 16              |       |
| Ret | 32 | Yves Giraud Cabantous | Talbot-Lago - Talbot | 7      | Accident             | 14              |       |
| Ret | 30 | Louis Chiron          | Talbot-Lago - Talbot | 4      | Encesa               | 12              |       |
| Ret | 18 | Prince Bira           | Maserati - OSCA      | 1      | Motor                | 19              |       |
| Ret | 46 | Joan Jover Sañés      | Maserati             | 0      | Motor (No va sortir) | 18              |       |

## Altres
- Pole: Alberto Ascari 2' 10. 590

- Volta ràpida: Juan Manuel Fangio 2' 16. 930 (a la volta 3)